# Sophia Jex-Blake
Sophia Louisa Jex-Blake (Hastings, 21 de janeiro de 1840 — Rotherfield, 7 de janeiro de 1912) foi uma médica, professora e feminista inglesa. Ela liderou a campanha para garantir o acesso das mulheres à educação universitária quando ela e seis outras mulheres, conhecidas coletivamente como As Sete de Edimburgo, começaram a estudar medicina na Universidade de Edimburgo em 1869. Ela foi a primeira médica praticante na Escócia e uma das primeiras no Reino Unido da Grã-Bretanha e Irlanda; uma das principais defensoras da educação médica para as mulheres e esteve envolvida na fundação de duas escolas de medicina para mulheres, em Londres e Edimburgo, numa época em que nenhuma outra escola de medicina treinava mulheres.

## Início de vida

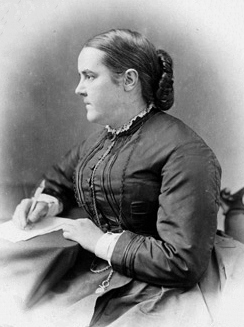
Sophia Jex-Blake por volta de 1860

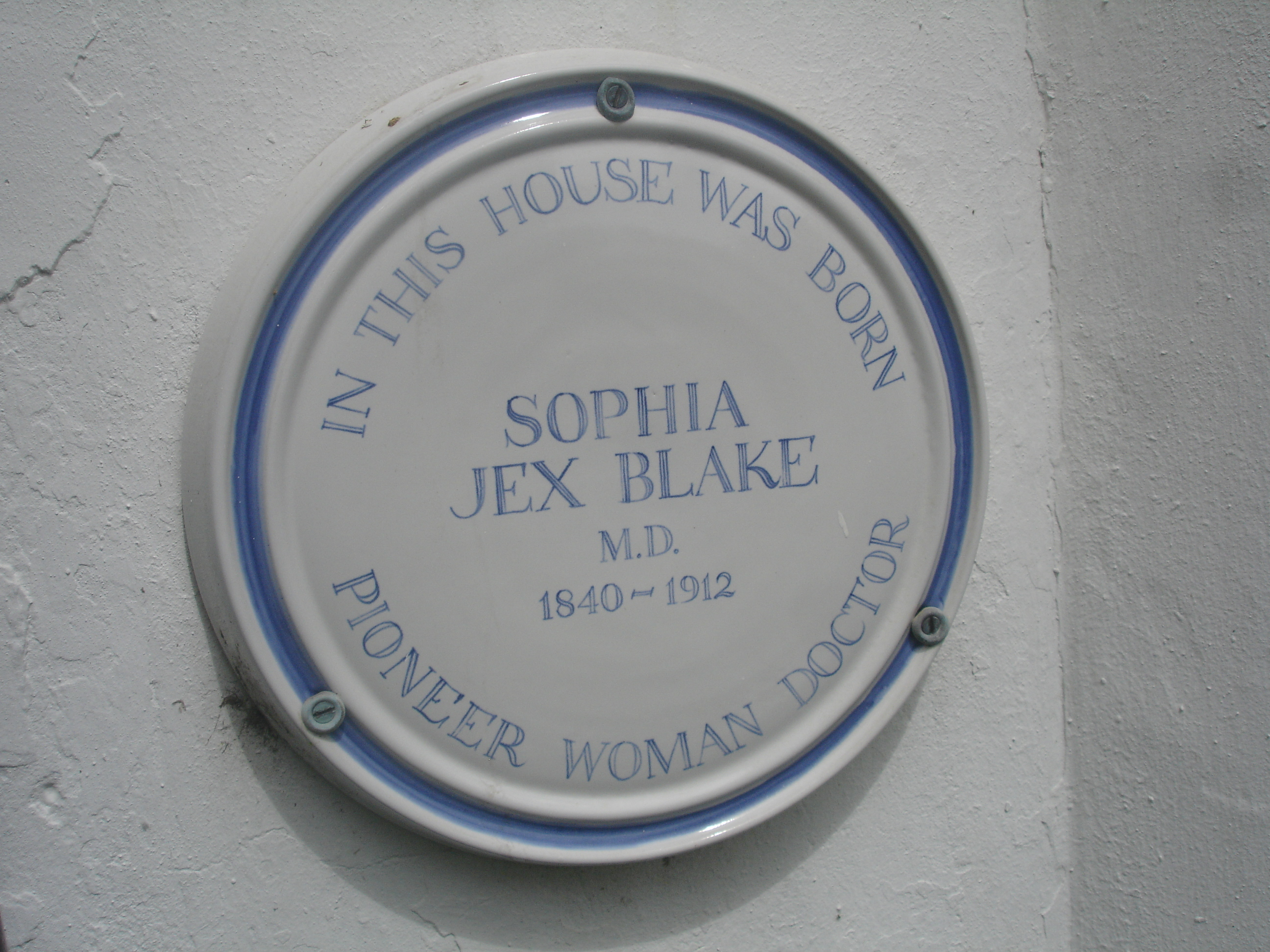
Uma placa comemorativa do local de nascimento de Sophia Jex-Blake

Sophia Jex-Blake nasceu na 3 Croft Place em Hastings, na Inglaterra, em 21 de janeiro de 1840, filha do advogado aposentado Thomas Jex-Blake, um inspetor do Doctors 'Commons, e Mary Jex-Blake (nascida Cubitt). Seu irmão era Thomas Jex-Blake, futuro reitor da Catedral de Wells, e pai de Katharine Jex-Blake, classicista e amante da Girton College, Cambridge. Até seus oito anos, ela foi educada em casa. Ela frequentou várias escolas particulares no sul da Inglaterra e em 1858 matriculou-se no Queen's College, em Londres, apesar das objeções de seus pais. Em 1859, ainda estudante, foi oferecida a ela um posto de professora de matemática na faculdade, onde permaneceu até 1861, passando algum tempo com a família de Octavia Hill. Ela trabalhava sem remuneração: sua família não esperava que a filha ganhasse a vida e, de fato seu pai recusou a sua permissão para aceitar um salário.

## Viagens para os Estados Unidos
No mês seguinte, Sophia Jex-Blake viajou para os Estados Unidos para aprender mais sobre a educação feminina. Ela visitou várias escolas, foi fortemente influenciada pelos desenvolvimentos na coeducação nos Estados Unidos e mais tarde publicou A Visit to Some American Schools and Colleges. No Hospital para Mulheres e Crianças da Nova Inglaterra em Boston, ela conheceu uma das médicas pioneiras do país, a Dra. Lucy Ellen Sewall, onde trabalhou por um tempo como assistente, que se tornou uma amiga importante e por toda a vida. Este foi um momento decisivo para Jex-Blake, pois ela percebeu, durante a visita, que ser médica era a vocação de sua vida.
Em 1867, junto com Susan Dimock, estagiária do Hospital de Nova Inglaterra, ela escreveu diretamente ao presidente e aos bolsistas da Universidade de Harvard solicitando admissão na Escola de Medicina Harvard. Elas receberam sua resposta um mês depois, em uma carta que dizia: "Não há previsão para a educação de mulheres em nenhum departamento desta universidade". No ano seguinte, ela esperava frequentar uma nova faculdade de medicina sendo estabelecida por Elizabeth Blackwell em Nova Iorque, mas no mesmo ano seu pai morreu e ela voltou para a Inglaterra para ficar com sua mãe.

## 'Um campo justo e nenhum favor'
Em 1869, o ensaio de Jex-Blake Medicine as a profession for women (A medicina como profissão para as mulheres) apareceu em um livro editado por Josephine Butler: Women's Work and Women's Culture. Ela argumentou que o instinto natural leva as mulheres a preocuparem-se com o cuidado dos doentes. No entanto, com a educação das meninas sendo restrita ao artesanato doméstico, as mulheres geralmente não podiam se qualificar para competir com os homens como médicas. No entanto, ela argumentou que não havia prova objetiva da inferioridade intelectual das mulheres em relação aos homens. Ela disse que o assunto poderia ser facilmente testado concedendo às mulheres 'um campo justo e nenhum favor' — ensinando-as como os homens eram ensinados e submetendo-as exatamente aos mesmos exames.

## Campanha para garantir uma educação universitária para mulheres

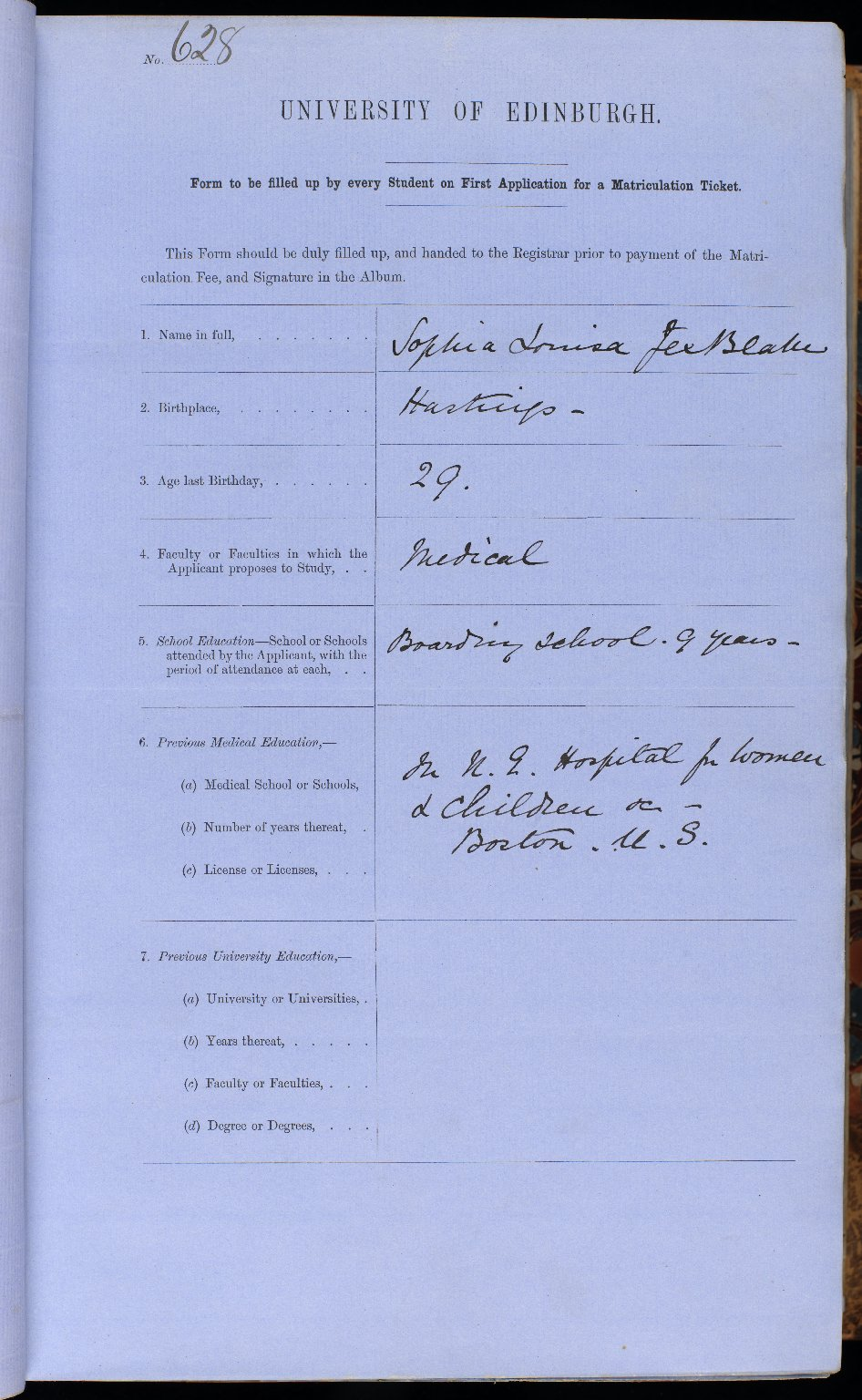
O pedido de matrícula de Jex-Blake, submetido à Universidade de Edimburgo e mantido em seus arquivos

Sophia Jex-Blake estava determinada a buscar treinamento médico no Reino Unido e, devido às atitudes já esclarecidas da Escócia em relação à educação, sentiu que se alguma universidade permitisse que as mulheres estudassem, seria uma escocesa.
Ela se inscreveu para estudar medicina na Universidade de Edimburgo em março de 1869 e, embora a Faculdade de Medicina e o Senatus Academus votassem a favor de permitir que ela estudasse medicina, o Tribunal da Universidade rejeitou seu pedido, alegando que a Universidade não poderia tomar as providências necessárias 'no interesse de uma senhora'.
Ela então anunciou no The Scotsman e outros jornais nacionais que mais mulheres se juntassem a ela. Uma segunda aplicação foi submetida no verão de 1869 em nome do grupo de cinco mulheres inicialmente (com mais duas se juntando no final do ano para formar As Sete de Edimburgo - o grupo era compsoto por Mary Anderson, Emily Bovell, Matilda Chaplin, Helen Evans, Sophia Jex-Blake, Edith Pechey e Isabel Thorne). O grupo pedia matrícula e tudo o que isso implicava — direito de assistir a todas as aulas e exames exigidos para a licenciatura em medicina. Este segundo pedido foi aprovado pelo Tribunal da Universidade e a Universidade de Edimburgo tornou-se a primeira universidade britânica a admitir mulheres.
Sophia Jex-Blake escreveu em uma de suas cartas para sua grande amiga Lucy Sewall:
"É uma grande coisa entrar na primeira Universidade Britânica aberta para mulheres, não é?"

## Hostilidade e motim no Surgeons' Hall
À medida que as mulheres começaram a demonstrar que podiam competir em condições de igualdade com os alunos homens, a hostilidade em relação a elas começou a crescer. Elas recebiam cartas obscenas, eram seguidas no caminho para suas casas, tinham fogos de artifício presos à porta da frente de suas casas e lama atirada nelas. Isso culminou no motim do Surgeons' Hall em 18 de novembro de 1870, quando as mulheres chegaram para fazer um exame de anatomia no Surgeons' Hall e uma multidão enfurecida de mais de duzentas pessoas se reuniu do lado de fora jogando lama, lixo e insultando as mulheres.
Os eventos chegaram às manchetes nacionais e conquistaram muitas novas apoiadoras para as mulheres. No entanto, membros influentes da faculdade de Medicina acabaram por persuadir a Universidade a recusar a graduação às mulheres, recorrendo das decisões para os tribunais superiores. Os tribunais acabaram por decidir que as mulheres a quem tinham sido atribuídos diplomas nunca deveriam ter sido autorizadas a entrar no curso. Seus diplomas foram retirados e a campanha em Edimburgo fracassou em 1873.

### 'Chegou a hora de uma reforma'
As mulheres foram finalmente admitidas em programas de graduação em outras universidades britânicas em 1877. James Stansfeld, que esteve intimamente associado à campanha de Londres (após o fracasso da campanha de Edimburgo) escreveu, em sua breve história dos eventos:
A Dra. Sophia Jex-Blake fez a maior de todas as contribuições para o fim alcançado. Não digo que ela tenha sido a causa final do sucesso. A causa final tem sido simplesmente esta, que a hora estava próxima. Uma das lições da história do progresso é que, quando chegar a hora da reforma, você não poderá resistir a ela, embora, se tentar, o que você pode fazer é ampliar seu caráter ou precipitar seu advento. Os opositores, quando chega a hora, não são apenas arrastados nas rodas da carruagem do progresso — eles ajudam a girá-las. As forças mais fortes, seja qual for a forma que pareça funcionar, ajudam muito. As forças de maior concentração aqui têm sido, a meu ver, de um lado a Universidade de Edimburgo liderada por Sir Robert Christison, do outro as mulheres reivindicadoras lideradas pela Dra. Sophia Jex-Blake.

## Eventual qualificação como médica
Em 1874, Sophia Jex-Blake ajudou a estabelecer a London School of Medicine for Women, mas também continuou fazendo campanha e estudando. O Ato Médico de 1876 logo se seguiu, um ato para revogar o estatuto anterior e ao mesmo tempo que permitir que as autoridades médicas licenciassem todos os candidatos qualificados, independentemente de seu sexo. A primeira organização a tirar proveito dessa nova legislação foi a Royal College of Physicians of Ireland, mas antes de Jex-Blake se candidatar a ela, ela foi aprovada nos exames médicos da Universidade de Berna, onde obteve o título de MD em janeiro de 1877. Quatro meses depois, ela teve mais sucesso em Dublin e se qualificou como Licentiate of the King's and Queen's College of Physicians of Ireland (LKQCPI), o que significa que ela poderia finalmente ser registrada no General Medical Council, a terceira médica registrada no país.

## Carreira médica

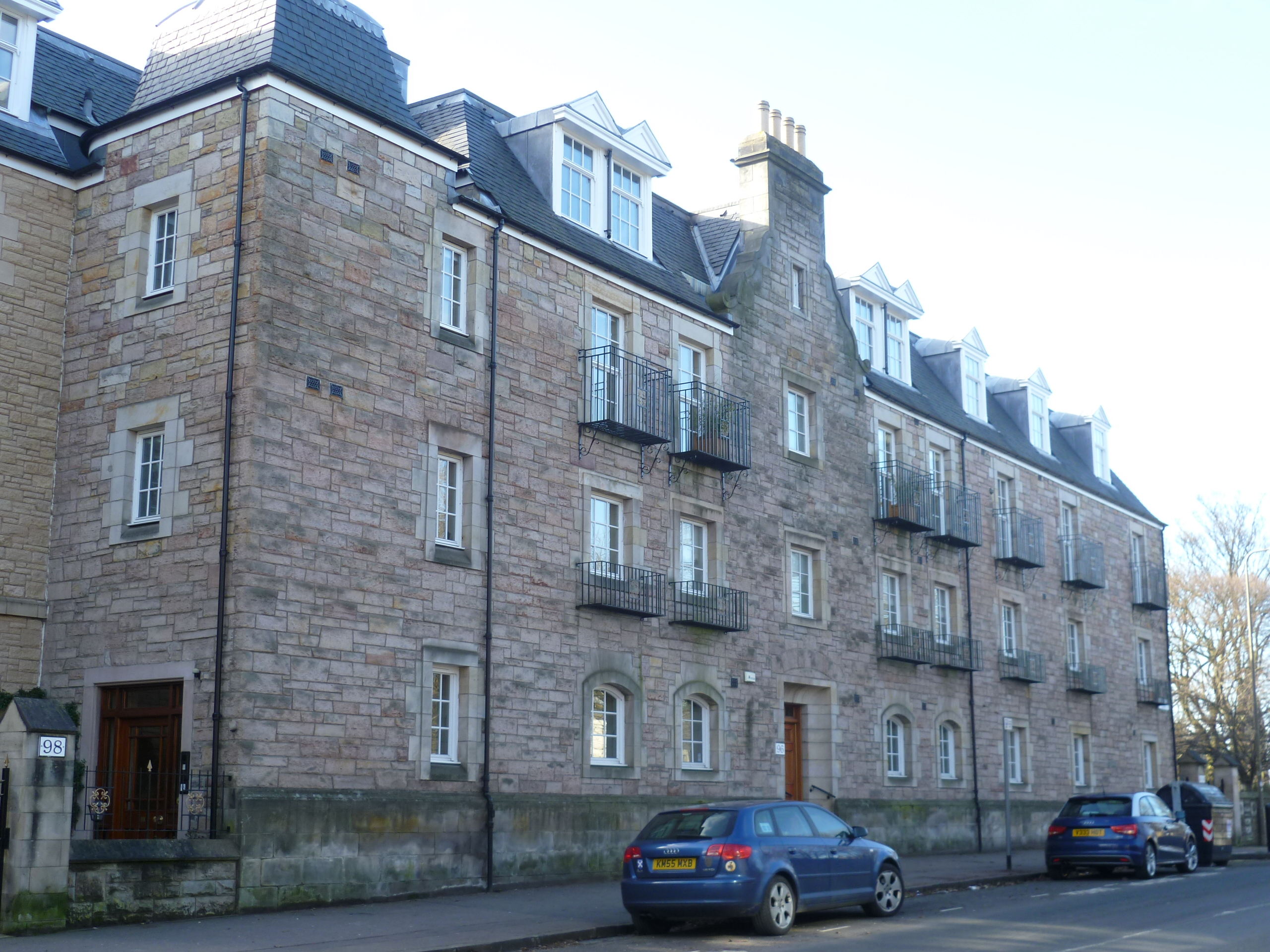
Hospital Bruntsfield, agora convertido em apartamentos privados, 2010

Jex-Blake voltou para Edimburgo, onde alugou uma casa em 4 Manor Place e, em junho de 1878, colocou sua placa de latão — Edimburgo teve sua primeira médica. Três meses depois, ela abriu uma clínica ambulatorial na 73 Grove Street, Fountainbridge, onde mulheres pobres podiam receber atenção médica por uma taxa de alguns centavos. Após a morte de sua mãe em 1881, Sophia Jex-Blake passou por um período de reclusão deprimida. O dispensário expandido em 1885 foi transferido para instalações maiores em 6 Grove Street, onde uma pequena enfermaria de cinco leitos foi adicionada. A pequena clínica ambulatorial tornou-se assim o Hospital e Dispensário para Mulheres de Edimburgo. Este foi o primeiro hospital da Escócia para mulheres com uma equipe inteiramente feminina.
Em 1886, ela fundou a Escola de Medicina para Mulheres de Edimburgo. Efetivamente uma pequena classe extramural, foi em grande parte permitida por um pequeno punhado de médicos pró-mulheres ligados à Universidade de Edimburgo dando aulas extramurais abertas a homens e mulheres (o que a universidade não pôde impedir). As primeiras alunas incluíram Elsie Inglis, Grace Ross Cadell e sua irmã Georgina, mas a habilidade de Jex-Blake como professora não combinava com seu papel como médica. Surgiu uma divisão acrimoniosa com os seus estudantes que culminou num infame processo judicial em 1889, onde a Jex-Blake foi processada com sucesso por danos. Depois disso, as irmãs Cadell continuaram seus estudos com a mais genial, embora muito mais jovem, Elsie Inglis, que fundou uma escola rival, a Faculdade de Medicina para Mulheres de Edimburgo. A escola de Jex-Blake chegou ao fim em 1892, quando a Universidade de Edimburgo começou a aceitar alunas. A Elsie Inglis College continuou até 1916, quando se fundiu com a Royal Colleges School of Medicine no Surgeons 'Hall.
Jex-Blake viveu e praticou por 16 anos na casa conhecida como Bruntsfield Lodge em Whitehouse Loan. Quando ela se aposentou em 1889, o Hospital e Dispensário para Mulheres e Crianças de Edimburgo mudou-se para este local e ficou conhecido como Hospital Bruntsfield, onde continuou a funcionar no local até 1989.

## Vida pessoal
Supõe-se que Jex-Blake teve um relacionamento romântico com a Dra. Margaret Todd. Com a aposentadoria de Jex-Blake em 1899, elas se mudaram para Windydene, Mark Cross, Rotherfield, onde a Dr. Todd escreveu The Way of Escape em 1902 e Growth em 1906.
Sua casa se tornou um ponto de encontro para ex-alunos e colegas, e ela recebia escritores e conhecidos de todo o mundo.

## Morte e legado

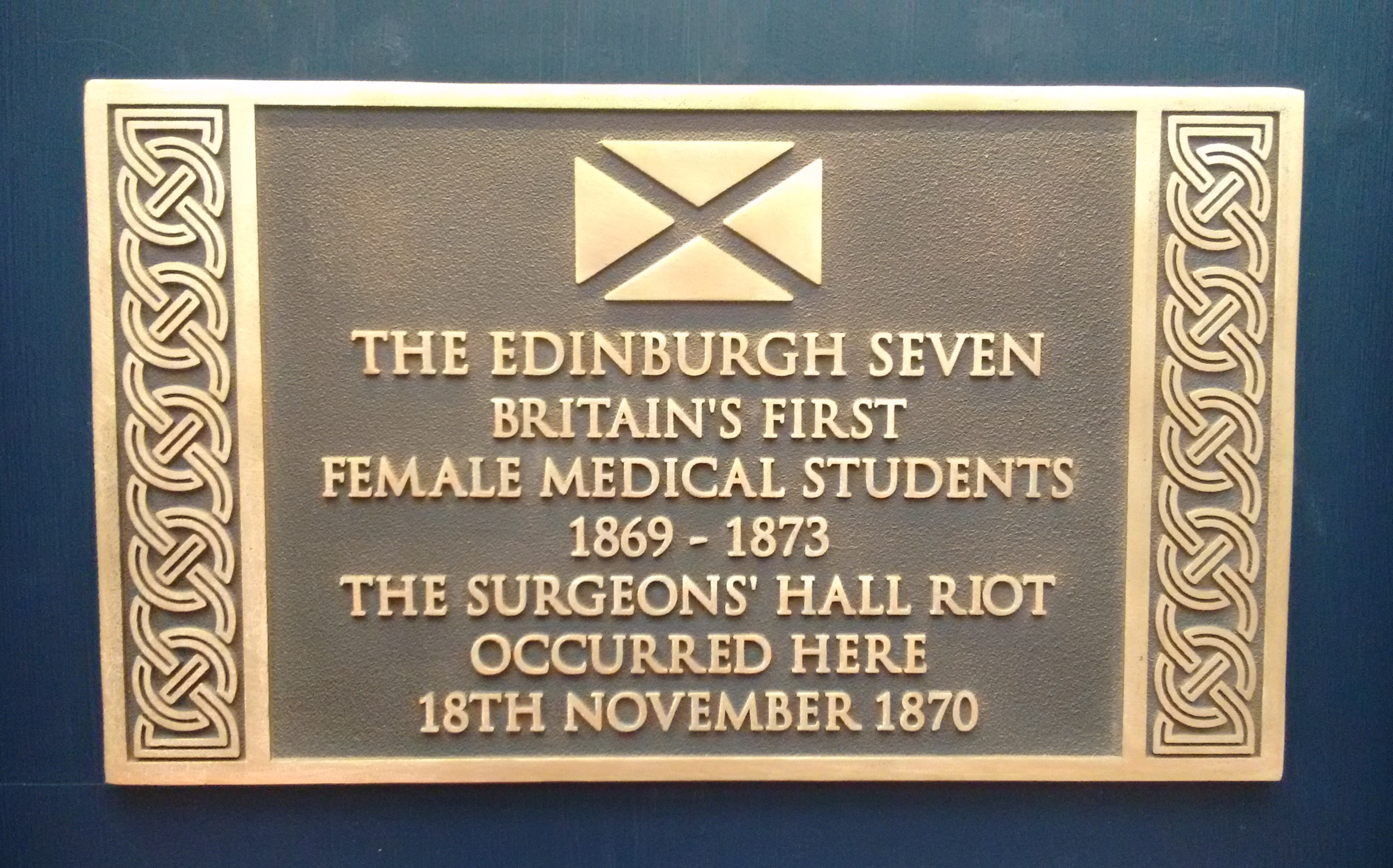
Placa comemorativa histórica da Escócia para o motim dos Sete de Edimburgo e do Surgeons' Hall

Jex-Blake morreu em Windydene em 7 de janeiro de 1912 e está enterrada em St Wulfrans, Ovingdean. Todd posteriormente escreveu The Life of Dr Sophia Jex-Blake.
A Universidade de Edimburgo homenageou Sophia Jex-Blake com uma placa perto da entrada de sua escola de medicina, homenageando-a como "Médica, pioneira na educação médica para mulheres na Grã-Bretanha, ex-aluna da Universidade".
Em 2015, uma placa da Historic Scotland foi inaugurada para comemorar o Motim no Surgeons' Hall de 18 de novembro de 1870.
O Sete de Edimburgo recebeu o título póstumo honorário MBChB no Hall McEwan da Universidade de Edimburgo no sábado, 6 de julho de 2019. Os diplomas foram obtidos em seu nome por um grupo de atuais alunos da Escola de Medicina de Edimburgo. O estudante de medicina Simran Piya recebeu um diploma honorário em nome de Sophia Jex-Blake. A formatura foi a primeira de uma série de eventos planejados pela Universidade de Edimburgo para comemorar as conquistas e a importância das Sete de Edimburgo.
Em 2020, a Bellfield Brewery lançou um novo IPA com o nome de Sophia Jex-Blake.

## Escritos selecionados
- Jex-Blake, Sophia (1867). A Visit to Some American Schools and Colleges. London: Macmillan and Company. A visit to some American schools and colleges.
- Jex-Blake, Sophia (1872). Medical Women: A Thesis and a History. [S.l.: s.n.]
- Jex-Blake, Sophia (1876). The Practice of Medicine by Women. [S.l.: s.n.] — written with Edith Pechey and Isabel Thorne
- Jex-Blake, Sophia (1877). Puerperal Fever: an Inquiry into its Nature and Treatment: A Graduation Thesis. [S.l.: s.n.]
- Jex-Blake, Sophia (1884). The Care of Infants: A Manual for Mothers and Nurses. London: Macmillan and Company. The care of infants: a manual for mothers and nurses.